# Sway (Album)
Sway ist das siebte Studioalbum der texanischen Alternative-Rock-/Art-Rock-Band Blue October. Es wurde am 30. August 2013 in Europa veröffentlicht. Bereits zehn Tage vorher erschien das Album in den Vereinigten Staaten.
Sway ist nach Any Man in America das zweite Album, das über Justin Furstenfelds eigenes Label Up/Down Records erschienen ist. Aufgenommen wurde das Album binnen vier Wochen im Fire Station Studio in San Marcos, Texas.

## Entstehung und Finanzierung
In mehreren Interviews berichtete Furstenfeld, dass er knapp 60 Songs erarbeitet habe, die für das Album in Sprache gekommen wären. Nachdem er abgewägt hat, welche Songs thematisch am besten in das Konzept des Albums passten, entschied er, dass 12 Songs auf dem Album zu finden sein werden. Einen dreizehnten Song packte die Gruppe während der Studioarbeiten auf das Album.
Die Aufnahmen begannen im Februar des Jahres in den Fire Station Studio in San Marcos, Texas mit dem Co-Produzenten Dave Castell (er produzierte mit der Band bereits das Album History for Sale und war Co-Produzent für Foiled). Die Arbeiten dauerten vier Wochen, sodass diese im März abgeschlossen werden konnten. Weitere Aufnahme-Sessions, darunter für die Streichinstrumente und die Backgroundvocals fanden im April im Test Tube Audio in Austin statt.
Tim Palmer, Produzent des Vorgängeralbums Any Man in America mischte das Album zwischen Mai und Juli im Studio 62, ebenfalls in Austin, Texas.
Finanziert wurden die Produktion des Albums über Crowdfunding. Am 2. April 2013 startete die Gruppe auf PledgeMusic eine Kampagne, in der sie um Spenden für die Produktion eines neuen Albums aufriefen. Die Gruppe bot verschiedenste Preise an, wie private Musikstunden, signierte Musikinstrumente, exklusive Artworks, Cameo-Auftritte in einem Musikvideo, sowie lebenslang gültige Konzertkarten.
Bereits am 5. April 2013 wurde das angestrebte Ziel erreicht. Am 14. August 2013 wurde bestätigt, dass die Aktion 263 % über dem angestrebten Ziel gelandet ist. Insgesamt erzielte die Kampagne 4,252 „Pledges“. Fünf Prozent der Einnahmen aus der Crowdfunding-Kampagne spendete die Band an die MusicCares Foundation.

## Covergestaltung und Albumtitel

### Artwork
Das Artwork stammt von Justin Furstenfeld und Brad Bonds. Es zeigt vier weiße Rosen auf schwarzem Hintergrund. Sie symbolisieren die vier Musiker der Band, welche hauptsächlich an den Arbeiten des Albums involviert waren. (C.B. Hudson hat die Band 2010 verlassen, unterstützt die Gruppe aber seit dem erneuten Ausstieg von Julian Mandrake, er wird die Gruppe live auf der Sway Tour unterstützen.) Das Cover soll die derzeitige Stimmung der Musiker widerspiegeln. Er wollte das Artwork zudem simpel darstellen, um so eine Vereinfachung des Lebens repräsentieren zu können.

### Albumtitel
Wie das Artwork, hat auch der Titel Sway eine symbolische Bedeutung für die Musiker. Um das Thema der Vereinfach beizubehalten, wählten die Musiker einen Albumtitel bestehend aus einem Wort aus. Es war allerdings geplant, dass das Album Hard Candy heißen sollte. Allerdings veröffentlichte die Gruppe Counting Crows bereits ein Album unter diesem Namen. Auch Debris stand als potenzieller Titel des Albums zu Auswahl. Jedoch wurde dieser aufgrund des verheerenden Moore-Tornados im Mai 2013 wieder verworfen.

## Veröffentlichungen
Bisher erschienen zwei Singleauskopplungen für Sway. Die erste Single, Bleed Out, wurde erstmals am 6. Juni 2013 im Radio gespielt. Am 25. Juni 2013 wurde die Single offiziell als Download veröffentlicht. In Deutschland wurde speziell eine zweite Single, Angels in Everything, herausgebracht. Diese schaffte es in mehreren Radio-Chartlisten einzusteigen.
Die Gruppe nahm mit Norry Niven am 15. Juni 2013 ein Musikvideo zum Lied Bleed Out auf, der am 19. August 2013 Premiere feierte. Am 16. November wurde das zweite Musikvideo der Band zu Angels in Everything veröffentlicht.
Sway wird als Schallplatte, CD und als Download veröffentlicht. In Nordamerika übernimmt das Label Megaforce Records den Vertrieb, in Europa soll Sway über Membran Records vertrieben werden.

## Songs
Sway enthält insgesamt 13 Stücke und weist eine Gesamtspieldauer von 55 Minuten und 59 Sekunden auf. Justin Furstenfeld schrieb annähernd 60 Songs, die von der Band auf 15 reduziert wurde. Diese wurden aufgenommen. Ursprünglich sollte Sway nur zwölf Titel beherbergen, jedoch entstand während der Aufnahmen ein neuer Song unter dem Titel To Be, welcher später zusätzlich auf das Album gepackt wurde. Dieser entstand bei den Aufnahmen des Stückes Fear.
Songs, die es nicht auf das Album geschafft haben, sind Keep On, Sorry Hearts, Snow Globe und Still Broken. Sorry Hearts ist ein älterer Song aus der Feder Furstenfelds, als dieser noch unter seinem Pseudonym 5591 (seine Patientennummer) tätig war. Dieser soll als exklusiver Bonustitel auf der ITunes-Version des Albums erhältlich sein. Still Broken ist ein Stück den Furstenfeld mit seiner ersten Band The Last Wish veröffentlichte. Das Lied ist im Album The First of February zu finden.
Am 10. August 2013 spielten mehrere Radiosender das komplette Album. Begleitet wurde es von Kommentaren des Sängers, welcher erläuterte, was die einzelnen Stücke aussagen sollen und weshalb diese im Album zu hören sind.
Angels in Everything wurde zum Beispiel durch Justins Ehefrau inspiriert, die ihm gezeigt hat, dass in jeder Handlung ein Engel seine Finger im Spiel hat. Der Song soll aussagen, dass man niemals alleine, sondern dass immer jemand für einen da ist.

„It was inspired by my wife, who showed me that that there are angels in everything you do. You don’t have to be alone; and that the heart that’s beating when we’re together is so special and something to be cherished. I think that’s one song that I love so much because it reminds me of a guy just taking his wife out to a river, under the moon, and telling her that ‘you’ve changed my life and thank you so much…“

Angels in Everything wurde speziell in Deutschland als Single veröffentlicht.
Bleed Out wiederum wurde aus der Sicht von Justins Ehefrau verfasst, die ansehen muss, wie sich eine Person selbst zerstört. Das Stück soll, laut Furstenfeld, nicht mehr seine Trauer zum Ausdruck bringen, sondern eine Erinnerung an die Menschen darstellen, die er in der Vergangenheit in irgendeiner Weise verletzt hat. Jeremy Raby soll Furstenfeld inspiriert haben den Song zu vollenden.

## Promotion
Die Gruppe spielte zwischen dem 21. August und dem 28. August 2013 fünf CD-Release-Shows. Am 21. August 2013 waren zwei Akustikauftritte im Barnes & Noble in Dallas und Frisco geplant. Einen Tag später fand die offizielle Release-Party im House of Blues in Dallas statt. Am 27. und 28. August spielte die Gruppe erneut ein Akustik-Set in einem Barnes & Noble-Geschäft. Dieses Mal in San Antonio und Austin.
Zwischen September und November 2013 tourte die Gruppe exzessiv um für das Album zu werben. Im September und Oktober tourte die Band ausschließlich in den Vereinigten Staaten. Im November fand eine Europatournee statt. Dabei war Blue October erstmals in Russland und in der Ukraine zu sehen. Weitere Auftritte der Europatour fanden in Deutschland und England. Am 7. und 8. Dezember 2013 folgen abschließend zwei Shows in den USA.

## Rezeption

### Englischsprachig
Bei Ultimate Guitar erhielt Sway von dem Kritiker 4 von 5 möglichen Punkten. Er schrieb, dass Blue October in diesem Album keine grauenhafte Stücke präsentiert. Vor allem von Things We Don’t Know About, Debris, Things We Do at Night, Light You Up, Hard Candy und Put It In zeigte er sich begeistert. Brandon East, der Rezensent, ist der Meinung, dass die Gruppe eine besser Balance im Vergleich zu den vergangenen Alben zeige.
Brian Campbell von Examiner konnte bei Sway nichts abgewinnen. Er schrieb, dass das Album nur knapp an dem 2011er-Desaster Any Man in America vorbeischramme. Zudem urteilte Campbell, dass die Gruppe zu dem gleichen Konzept gegriffen habe, dass der Band das Überleben über sieben Alben ermöglichte.

### Deutschsprachig
In Deutschland wurde das Album mit Ausnahme einiger negativer Kritiken überwiegend positiv aufgenommen. Kai Wehmeier von Plattentests.de war weniger beeindruckt von der Platte. Er sagt, dass man zwar bei der Hälfte der Songs mit dem Feuerzeug schwenken und bezirzt schauen könne, jedoch sei die andere Hälfte der Platte nicht so stark. Bis auf dem überraschenden Opener sei Sway insgesamt schwach. Als eine positive Entwicklung nennt Wehmeier die nicht mehr so billig geratene Produktion. Sway erhielt vom Kritiker lediglich 2 von 10 möglichen Punkten. In der Kritik bei Terrorverlag heißt es, dass die Gruppe in ihrer Musik „facettenreiche Ansätze erkennen“ lassen, aber das Gesamtkonzept dennoch zu „glatt“ daher kommt.
Matthias Reichel von CD Starts beschreibt Sway als das „kohärenteste Album“ der Band. Er ist der Meinung, dass das Album den Stempel Alternative Rock zwar nicht mehr verdiene, dennoch beschreibt Reichel die musikalische Entwicklung als logisch und künstlerisch beeindruckend. Er gab der Platte 8,5 von 10 möglichen Punkten. Auch das Internetmagazin access2music.de vergab mit 9/10 Punkten eine ähnlich gute Punktzahl.
Thomas Becker von Powermetal.de vergab 7,5 Punkte von 10 und beschreibt den Klang als hochwertig. Es mache ihm Spaß tiefer in der Musik zu versinken. Er vergleicht die Gruppe mit A-ha, Travis und Coldplay.

## Chartplatzierungen
Sway stieg lediglich in den heimischen Charts, der Billboard 200 ein, wo es den 13. Platz erreichen konnte.
| ChartsChartplatzierungen       | Höchstplatzierung | Wochen |
| ------------------------------ | ----------------- | ------ |
| Vereinigte Staaten (Billboard) | 13 (3 Wo.)        | 3      |